# Барладяну Василь Володимирович
Васи́ль Володи́мирович Барладя́ну (нар. 23 серпня 1942, Шипка Трансністрія — пом. 3 грудня 2010, м.Одеса) — український історик мистецтва, поет, журналіст та політичний діяч. Професійний румунознавець. Політв'язень у часи СРСР (1977—1983).

## Життєпис
Народився на території Трансністрії у родині сина ґенерал-хорунжого Армії УНР Андрія Гулого-Гуленка — Володимира. Коли Василю було три роки, сталіністи викрали батька, засудили до каторги, де він і загинув на уранових рудниках у Монголії.
В 1964 році закінчив Одеську школу військових кореспондентів, а в 1970 — філологічний факультет Одеського університету.
Як історик мистецтв, у 1966-69 роках практикувався в музеях Москви, Ленінграда, Західної України, в Празькій національній галереї.
В період 1971-72 років — навчався на історико-філологічному факультеті Бухарестського та Софійського університетів. З грудня 1969 до травня 1974 року завідував кабінетом мистецтво-знавства в Одеському університеті, викладав історію світового й українського мистецтв, класичну європейську літературу, етику й естетику в Одеському інституті інженерів морського флоту. Досліджував українське народне і професійне мистецтво, середньовічні літературно-мистецькі та релігійні зв'язки України з Болгарією, Сербією, Грецією, Італією та румунськими землями.

## Болгарознавчі роботи
Під час навчання у Болгарії, захопився балканською медієвістикою. Підготував дисертацію «Образ людини в живопису й літературі Другого Болгарського царства 1118—1396» (не захистив). 1970 на Міжнародній конференції «Україна — Болгарія» в Одесі виголосив доповідь «Ренесансні риси в живопису Другого Болгарського царства та України-Руси». За даними історика правозахисного руху Василя Овсієнка, саме тоді Барладяну привернув увагу КДБ СРСР. Тоді ж написав моноґрафію про українського художника Михайла Жука, розвідки з питань україно-румуно-болгарських зв'язків.

## Літературна творчість
Вірші російською мовою публікував з 1960 року, але з 1965 року — тільки українською (перша збірка «Ший, дружино, швидше прапор»).
Автор книжок «А как же иначе», «Горе от ума», «Біля воріт держави», «Ще раз про неволю», «Між людством і самотністю», «Релігія і боги Давньої Русі» (у співавторстві з А. Паньковим), «Сонник. Словник сновидінь політкаторжанина».

## Період репресій
Під псевдонімом Ян Друбала пише для самвидаву статті з історії національного питання в Російській імперії та в СРСР, підтримує зв'язки з багатьма дисидентами й пат-ріотами, зокрема, з Ніною Строкатою-Караванською.
Систематичні переслідування розпочалися в травні 1972 року. На допиті в обласному управлінні КДБ СРСР 1974 звинуватили в українському націоналізмі. 11 березня виключений з КПРС, 5 травня звільнений з роботи в Одеському університеті. Звільняють з Музею народної архітектури й побуту в Києві.
1976 Барладяну влаштувався старшим науковим співробітником Одеського музею західного і східного мистецтв. Наукові статті публікує під прізвищами друзів. 16 червня того ж року — обшук у квартирі. Вилучені збірка віршів «Ший, дружино, швидше прапор», автобіоґрафічна повість «Компромісу не буде», низку статей про ситуацію в Україні.

## Співпраця з Українською Гельсинською Групою
У грудні 1976 року Василь Барладяну передав керівникові Української Гельсінкської групи (УГГ) Миколі Руденку копію своєї заяви на ім'я прокурора Одеської області з протестом проти переслідувань за національними мотивами, а також статтю «До людей доброї волі» й автобіоґрафічний нарис «А як же інакше?». Російський текст нарису 1977 опублікований у Парижі, друге видання — у його книжці «Лихо з розуму» (1979). Барладяну розповсюджував матеріали УГГ.

## Ув'язнення
Заарештований Одеською прокуратурою 2 березня 1977 року. Під час арешту оголо-сив безтермінову голодівку, яку на прохання рідні зняв після суду, що відбувся 27-29 червня 1977 року. Засуджений на 3 роки позбавлення волі в таборах загального режиму за ст. 187-1 КК УРСР («наклепи на радянський державний і суспільний лад»). До звинувачення долучили також наукові праці, чернетки. Барладяну не визнав себе злочинцем. Друзів і родичів на суд не допустили. Учителька Ганна Голумбієвська прийшла в зал суду з квітами, але їх не дозволили вручити підсудному. Вона зачитала заяву про відмову давати покази.
Василя Барладяну утримували в таборі ОР-318/76 (с. Полиці Володимирецького району Рівненської області), де він працював у кам'яному кар'єрі. Півроку провів у штрафному ізоляторі (карцері). Зокрема, 13 січня 1980 його посадили за те, що «не став на шлях виправлення». Оголосив чергову голодівку. Загалом за три роки голодував 13 місяців і 17 діб. У неволі написав збірку віршів «Між людством і самотністю», два цикли опові-дань — «Скрижалі мага» та «Уроки історії», а також декілька статей з викриттям радян-ського режиму. Вони вийшли в Парижі в 1979 року під загальною назвою «Лихо з розуму».
За три дні до закінчення терміну, 29 лютого 1980 року, Василь Барладяну був вивезений до Рівненського слідчого ізолятору, де проти нього було сфабриковано нову «справу» і він був засуджений 13 серпня 1980 року за тією ж статтею ще на 3 роки позбавлення волі. Залучені як експерти доцент Рівненського інституту водного господарства Максимов і доцент Рівненського педінституту Лещенко виявили в його віршах і наукових статтях «наклепи» на радянську дійсність і «дружбу народів», переплутавши, щоправда, монгольського хана Мамая з однойменним героєм українського фольклору.
Від 4 листопада 1980 року Василя Барладяну утримували в таборі № 28 у місті Сніжному, з 17 січня 1981 — у таборі № 82 в с. Гостре Червоноармійського району Донецької області. Був звільнений 28 лютого 1983 року.

## Новий період діяльності
Після звільнення з ув'язнення, працював в Одесі електромонтером. Написав повість «В дорозі до матері», історичну драму «Овідій», збірку віршів «До Оксани», а також низку статей з питань історії української культури.
6 вересня 1987 року разом з політв'язнями Михайлом Горинем, Іваном Гелем, Зоряном Попадюком, Степаном Хмарою та В'ячеславом Чорноволом створив Українську ініціативну групу за звільнення в'язнів сумління, яка 8 вересня увійшла до Міжнародного комітету захисту політв'язнів.
У вересні 1987 року Барладяну увійшов до редакції відновленого В'ячеславом Чорноволом у серпні журналу «Український вісник» (УВ), член редколегій журналів «Кафедра» і «Українські перспективи».
У 1990 році побував у Канаді та США з лекціями про політичну ситуацію в Україні. У То-ронто вийшли збірки його есеїв «Біля воріт держави» та «Ще раз про неволю». Публікує десятки статей у пресі з політичних питань: «П'ята колона», «Як розв'язати молдавсь-кий вузол», «Як розрубати кримський вузол», «Історія московського бандитизму» та ін.
У 1992 році Василь Барладяну повернувся до викладацької роботи в Одеському університеті, з 1994 року читав лекції в Духовній Академії УПЦ Київського Патріархату. У 1993 року редагував кишинівський журнал «Українські перспективи».
Станом на листопад 2005 року перебував на посаді викладача Одеської національної юридичної академії.

## Доробок
Василь Барладяну — автор понад тисячі наукових, науково-публіцистичних праць українською, російською, румунською, німецькою, англійською та французькою мовами. 
Член Національної спілки письменників України і Національної спілки журналістів України.

## Нагороди
- орден «За заслуги» III ст. (26.11.2005) — за вагомий особистий внесок у національне та державне відродження України, самовідданість у боротьбі за утвердження ідеалів свободи і незалежності, активну громадську діяльність[1].

## Бібліоґрафія
- До всіх людей доброї волі // Християнський голос. — 1976. — 19 вересня.
- Між людством і самотністю: Поезії політв'язня 1965—1987. — О.-Р.-Д. — 72 с.
- Відсутність картини до Києва…, Сторінка історії українського книгодрукування; Неправославна думка в Київській Русі; Альманах «Євшан-зілля»… Вітаємо! // Український вісник. — 1987. — Вип. 7, 8, 9-10. — С. 191—194, 244—245, 293—297, 416—420.
- Автограф; Біографія; «Миколин син» // Кафедра. — 1988. — № 1. — С. 33 — 39.
- Шевченкова Одеса…// Кафедра. — 1989. — Ч. 7. — С. 143—150.
- Імперська змова проти народів СРСР, Поезії політв'язня, Наукові варіації про украї-нський тризуб, "Тільки нещасний народ міг забути Михайла Жука // Кафедра. — 1989. — Ч. 8. — С. 19-62, 146—148, 196—198.
- Українське питання…// Шлях перемоги. — 1989. — 23 липня.
- Виступ Василя Барладяну (На Установчому з'їзді РУХу // Українські вісті. — 1989. — 12 листопада.
- Тисячоліття напередодні тисячоліть (нім. мовою) Das Jarbuch dar Ukrainenkunde. — Мюн., 1989. — 147—158.
- Дивна однозгідність? // Християнський голос. — 1990. — 28 січня.
- Національно-російська двомовність — смертний вирок народам СРСР. // Сучасність. — 1990. — Ч. 5. — С. 81-86.
- Твори: Ще раз про неволю… — Торонто: Beskyd Graphics, 1990. — 92 с.
- Біля воріт держави. — Торонто, 1990. — 112 с.
- Право на без'язикість. // Сучасність. — 1991. — Ч. 3. — С. 103—109.
- Героїзм, про який забули // Чорноморські новини, № 86 (19485), 1996. — 13 листопа-да.
- Останній маральний резерв нації. / Спільно з П.Скочком // Вечірній Київ. — 1999. — 16 жовтня.
- Між людством і самотністю. Поезії політв'язня. 1965—1987. — Одеса: Юридична лі-тература, 2002. — 264 с.
- Релігія і давні боги України-Русі / У співавторстві з А. Паньковим. — О.: Юридична література, 2002. — 188 с.
- Сонник: Словник сновидінь політкаторжанина. — К.: Юніверс, 2003. — 112 с.
- У дорозі до матері. Повість. Оповідання. — О.: Астропринт, 2008. — 50 с.